# Дебелоклюна кукувица
Дебелоклюните кукувици (Pachycoccyx audeberti) са вид птици от семейство Кукувицови (Cuculidae).
Разпространени са във влажни и умерено влажни гори в голяма част от Субсахарска Африка, от Гвинея до Мозамбик.
Таксонът е описан за пръв път от Херман Шлегел през 1879 година.